# Éjecta volcanique
Pour les articles homonymes, voir Éjecta.

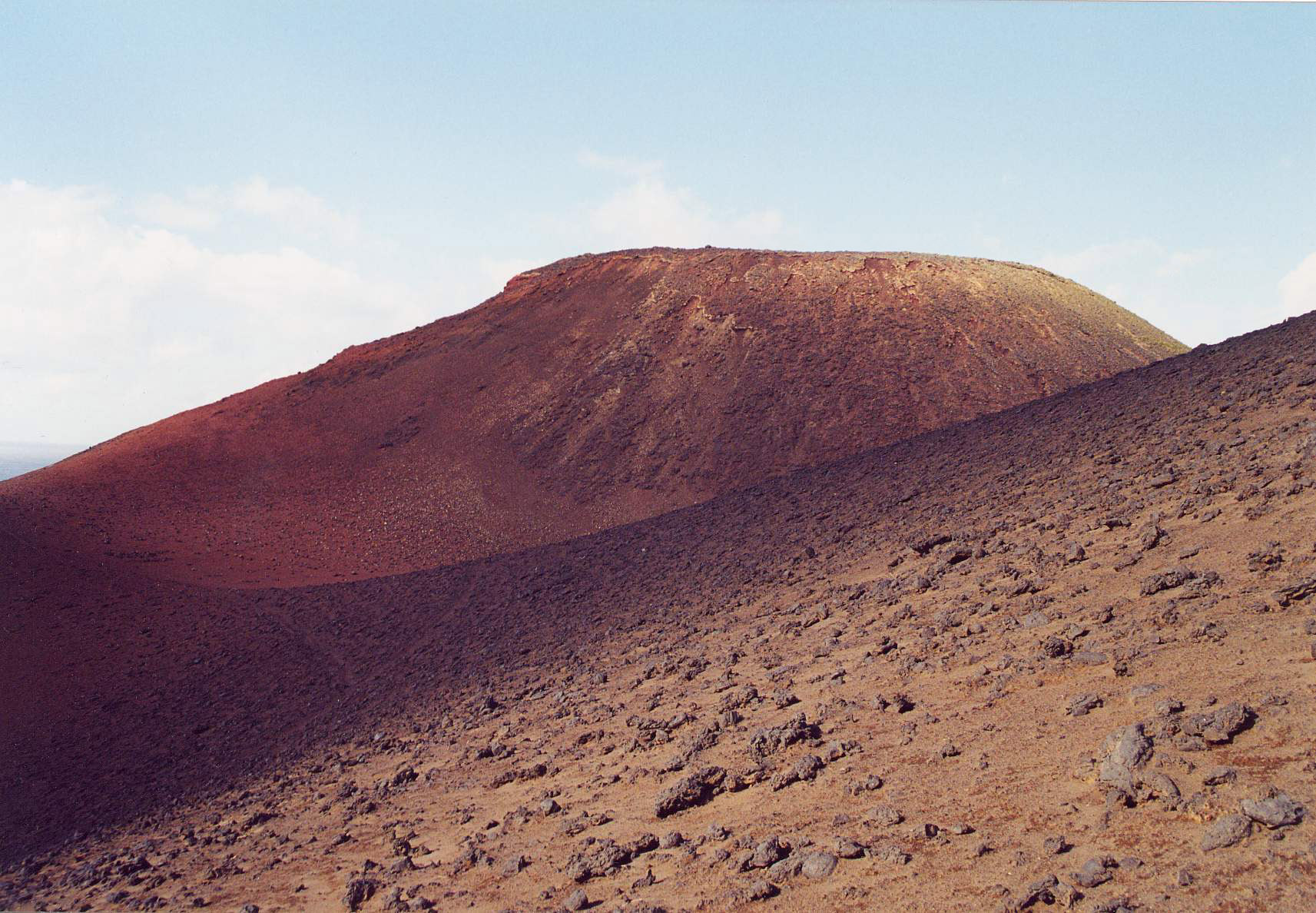
Éjectas : cendres, lapilli et bombes au volcan de Capelinhos, Faial, Açores.

Les éjectas volcaniques, téphras (du grec τέφρα / téphra, « cendres ») ou pyroclastes (du grec πυρóκλαστος / pyróklastos, formé de πῦρ, πυρός / pûr, purós, « feu » et κλαστός / klastos, « fragment ») sont des fragments de roche solides expulsés dans l’air ou dans l'eau pendant l’éruption d’un volcan. Les pyroclastes sont des fragments de roche magmatique solidifiés à un moment de l’éruption par désintégration d'un magma lorsque les gaz sont relâchés par décompression et éjectés d'un évent volcanique, ou plus fréquemment pendant son parcours aérien, ou arrachés à l’état solide par érosion des structures géologiques existant le long des conduites éruptives. Le terme téphra est utilisé comme synonyme, bien que généralement utilisé seulement pour les cendres. Il peut s'agir de pyroclastes juvéniles (produits par l'éclatement de la lave), accessoires (fragments du même volcan) ou accidentels (fragments de socle par exemple). Les pyroclastes sont les particules volcanoclastiques les plus communes. Lorsque ces traînées sont disposées de manière radiale autour d'un cratère d'impact, elles sont appelées structure rayonnée.

## Caractéristiques

### Pyroclastes au sens large

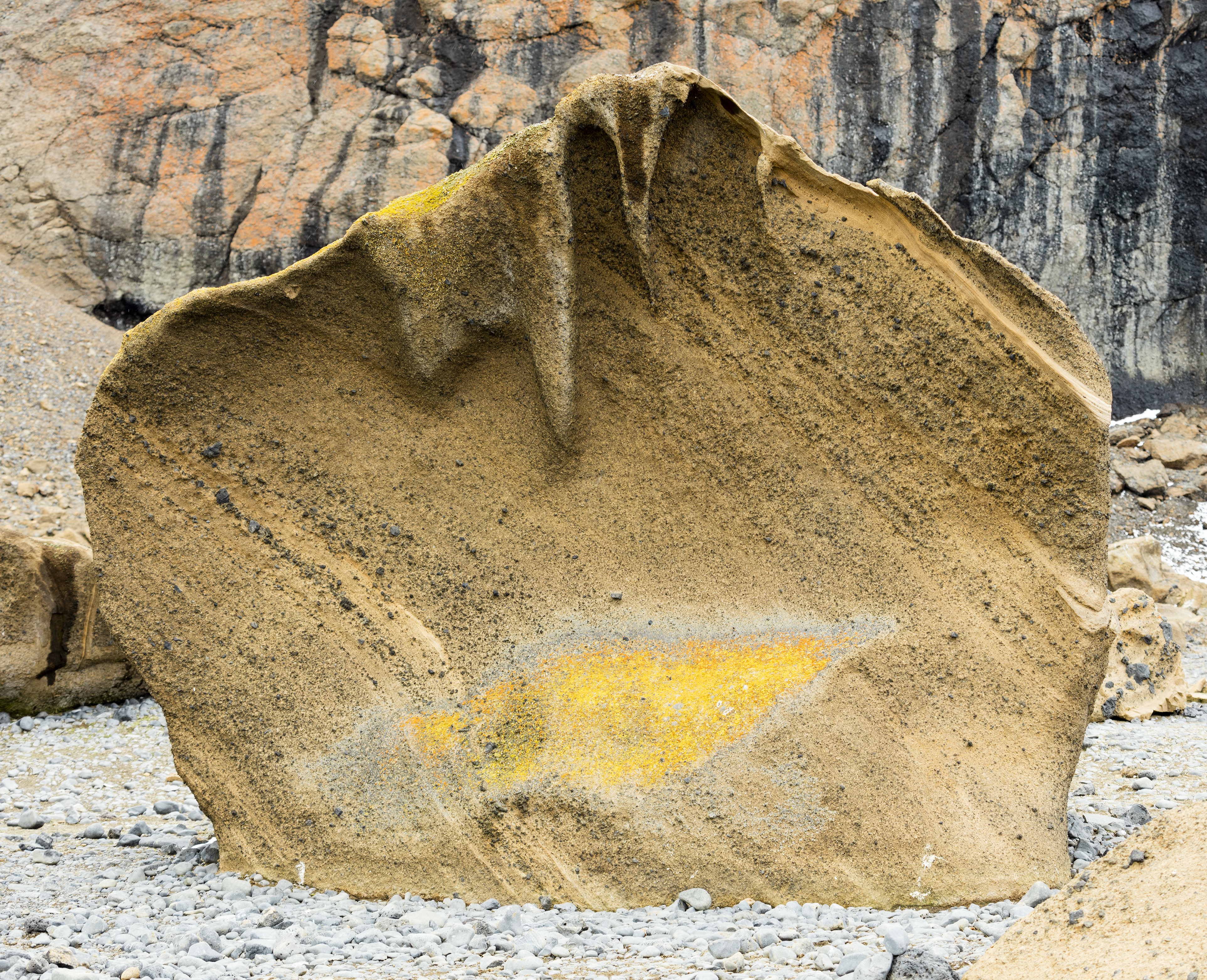
Bloc de téphra, à Brown Bluff, péninsule de Tabarin en Antarctique.

Pyroclaste est une désignation purement générique, dans le sens où elle se fonde uniquement sur la manière dont la matière a été produite, dans ce cas par éjection dans l’air de produits volcaniques solides, ne prenant pas en compte la composition chimique, les caractéristiques physiques ni les dimensions des produits. Ainsi, le terme pyroclaste, quand il est utilisé au sens large, tend à être utilisé de manière générique pour parler d’un quelconque matériel de nature fragmentaire produit par un volcan, étant complété par une sous-classification, en général établie selon la dimension des fragments. Au sens strict, le terme tend à être utilisé seulement pour les objets de plus grande dimension, excluant les cendres, pour lesquels le terme de téphra est parfois préféré.
Vu la grande diversité de dimension des particules éjectées par les volcans, la taille des pyroclastes allant du µm (micromètre, millionième de mètre) à plusieurs mètres, il est commun d’utiliser la classification suivante :
- les téphras :
  - le tuf volcanique : matière plus fine que les cendres et de consistance molle. Elle peut être autogène (provenant du magma) ou allogène (provenant de roches fragmentées qui constituent les têtes des chambres magmatiques et les parois de la cheminée du volcan) ;
  - la cendre volcanique : matériau d’aspect sableux constitué par des particules de moins de 2 mm de dimension maximale résultant de la pulvérisation de roches préexistantes ou de l’éjection de magma finement fragmenté ou pulvérisé ;
- les pyroclastes proprement dits :
  - les lapilli : (du pluriel italien de lapillo, gravier), fragments dont la dimension maximale est comprise entre 2 et 64 mm, en général arrivés à la surface déjà consolidés (formant des fragments anguleux comme des cristaux bien formés), ou résultant de la consolidation à la surface de lave pulvérisée (formant alors des fragments arrondis) ;
  - les bombes volcaniques : fragments de dimension supérieure à 64 mm allant jusqu’à 1 m de dimension maximale, d’origine lavique, ce sont des fragments de lave qui se sont solidifiés durant leur parcours aérien, dont résulte leur forme caractéristique et leur consistance vitreuse ;
  - les clastes ou plus communément les blocs : fragments de roche de dimension supérieure à 64 mm, projetés dans leur forme solide, dont la configuration finale résulte de la fragmentation aérienne ou de la collision au point de chute. Les blocs peuvent avoir un volume dépassant le mètre cube.

Les dépôts équivalents consolidés sont pour les cendres des tufs, pour les lapilli des tufs de
lapillis et pour les bombes et blocs des brèches pyroclastiques.
Les particules pyroclastiques les plus petites, les cendres les plus fines, peuvent monter dans un mouvement de convection des gaz et de l’air chaud qui forment le panache volcanique, pouvant atteindre la stratosphère, et de là être transportées dans la circulation atmosphérique sur des distances pouvant atteindre des millions de kilomètres. Les cendres éjectées vers la stratosphère par l’explosion du volcan Krakatoa en 1883 ont fait le tour de la Terre plusieurs fois, produisant une altération des couleurs du coucher et du lever du soleil visibles en Europe.
Les plus grands pyroclastes s’accumulent par gravité dans la zone entourant le cratère et construisent le cône volcanique, s’intercalant, selon le type d’éruption, avec des écoulements de lave. Quand l’éruption émet alternativement de la lave et des pyroclastes il se forme des cônes stratifiés (stratovolcans), alternant des couches de matière pyroclastique, en général détachée, avec des roches consolidées provenant de lave.
On désigne par roches pyroclastiques celles se formant par agrégation de pyroclastes, que ce soit par consolidation par processus de lithification sous l’effet de l’eau et de la pression (comme dans le cas des palagonites et des tufs volcaniques) ou par soudure entre les grains en état de semi-fusion (comme dans les ignimbrites).
Les roches pyroclastiques sont classifiées comme roches magmatiques, en accord avec leur composition, bien qu’en forme de dépôt, formant des strates, elles ressemblent beaucoup à des roches sédimentaires.
Les ponces sont des lapilli ou des blocs très vésiculeux, avec une densité inférieure à celle de l'eau, alors que les scories sont des laves (dites « à texture scoriacée ») de densité supérieure à celle de l'eau. Ces deux types de pyroclastes correspondent à des degrés de dégazage différents ou à une rétention différente des gaz. Les ponces ont le plus souvent une teinte claire, tandis que les scories sont habituellement colorées en noir ou en rouge par les oxydes de fer.

### Éjectas
La désignation éjectas est parfois appliquée aux fragments de roche qui ont été arrachées aux formations géologiques préexistantes et projetées lors de l’éruption.
Entre les pyroclastes apparaissent parfois des clastes arrachées de couches profondes de la croûte terrestre et même du manteau, formant ce que l’on appelle les xénolithes. Bien qu’elles ne soient pas communes, il est possible qu’elles apparaissent, quand le volcan se développe sur des matières sédimentaires, entre les clastes rocheuses non magmatiques provenant de l’érosion des couches rocheuses traversées (recevant alors la désignation d’éjectas).

## Étude
Toute étude de dépôts volcanoclastiques débute par une analyse morphologique des particules qui témoignent des conditions éruptives (viscosité du magma, nature et proportions des phases gazeuses et des phénocristaux). Cependant, la reconnaissance morphologique de ces particules est compliquée par les modifications qu'elles ont subies après le dépôt (soudure, altération…).